# أليكس كيتس شولمان
أليكس كيتس شولمان (بالإنجليزية: Alix Kates Shulman)‏ (وُلدت في 17 أغسطس عام 1932) هي كاتبة أمريكية للخيال والمذكرات والمقالات، بالإضافة إلى أنها إحدى أوائل الناشطين الراديكاليين في الموجة النسوية الثانية، وتشتهر بروايتها الأولى للكبار والتي حققت أفضل مبيعات، وهي مذكرات ملكة الحفلة الراقصة السابقة (كنوبف، 1972)، والتي قيل إنها إحدى أولى الروايات التي صدرت عن حركة تحرر النساء.

## مطلع حياتها وتعليمها
وُلدت شولمان في كليفلاند بولاية أوهايو في 17 أغسطس عام 1932، وحصلت على درجة البكالوريوس من جامعة ويسترن ريزيرف عام 1953، وانتقلت بعد ذلك لمدينة نيويورك لدراسة الفلسفة في كلية الدراسات العليا بجامعة كولومبيا ومن ثم حازت على درجة الماجستير من جامعة نيويورك.

## كتاباتها
ظهرت شولمان لأول مرة كمؤلفة «اتفاقية زواج» المثيرة للجدل، والتي تقترح تقاسم الرجال والنساء رعاية الأبناء والأعباء المنزلية بالتساوي، مفصّلة طريقة للقيام بذلك، ونُشرت المقالة بدايةً في الدورية النسوية أب فروم أندر عام 1969، وبعد ذلك نُشرت على نطاق واسع في المجلات (مثل الحياة، ريدبووكس، الآنسة نيويورك) والمختارات الأدبية، بما فيها كتاب هارفارد الجامعي عن قانون العقود، ويستمر الجدال حول هذه المقالة حتى اليوم، على سبيل المثال في مدونة واشنطن بوست في يناير عام 2007.
وبعد ثلاث سنوات، تبع إطلاق العديد من كتب الأطفال، نشرت شولمان روايتها الأولى للبالغين، مذكرات ملكة الحفلة الراقصة السابقة (كنوبف، 1972)، المحققة لأفضل مبيعات، والتي تحرّت التناقضات والضغوط المفروضة على الشابات خلال أربعينيات وخمسينيات وستينيات القرن العشرين السابقة للنسوية، من خلال قصة ساشا ديفس منذ الطفولة حتى الزواج والأمومة، وطُبعت الرواية بشكل مستمر تقريبًا، وأصدرتها دار بنغوين من جديد في الذكرى الخامسة والعشرين للطبعة الأولى عام 1997، ومن ثم دار فارار، ستراوس وجيرو في الذكرى الخامسة والثلاثين تحت تصنيف «الكلاسيكيات النسوية»، وأخيرًا نشرتها أوبن رود عام 2012 ككتاب إلكتروني.
أحيت روايتها الثانية، أسئلة متقدة (كنوبف عام 1978)، نشوء حركة تحرر النساء، ووضعتها في سياق تاريخي، وتناولت روايتها الثالثة، أثناء التنزه (كنوبف عام 1981)، موضوعي التشرد والإساءة من خلال قصة امرأة متشردة ومراهق هارب يقع ضحية لقوّاد، على مدار صيف واحد، أما روايتها الرابعة، في حياة كل امرأة (كنوبف عام 1987)، فتستكشف الزواج، والأطفال، والحياة الفردية بكوميديا أخلاق معاصرة. بعد ذلك انتقلت شولمان للمذكرات في كتبها الثلاثة التالية: شرب المطر (ف س ج 1995) عن تجربتها في العيش بمفردها في جزيرة بدون كهرباء، أو طريق أو هاتف، حين خضعت لتغيير في منتصف عمرها، وابنة جيدة بما يكفي (راندوم هاوس عام 1997)، عن حياتها كابنة لأبوين محبّين تبقى معهما حتى وفاتهما، وأن تحب ما هو موجود (ف س ج 2008)، والتي تسرد فيها رعايتها لزوجها بعد حادث عام 2004 الذي تركه يعاني من خلل شديد في الدماغ.
في عام 2012 نشرت شولمان روايتها الخامسة، تدبير المنزل (أوذر بريس)، وهي كوميديا أخلاق تسخر من الأغنياء والحياة الأدبية، ونشرت بعد ذلك مجموعة من المقالات، مثل اتفاقية زواج ومقالات أخرى: أربعة عقود من الكتابة النسوية (أوبن رود)، وكتبت أيضًا كتابين عن مناصرة النسوية واللاسلطوية إيما غولدمان: السيرة الذاتية إلى المتارس (ت.ي.كرويل) 1971) وإيما الحمراء تتكلم (راندوم هاوس 1972)، وتتوفر جميع مؤلفاتها بنسخ إلكترونية عدا كتبها الثلاثة الخاصة بالأطفال (بوسلي على خط الأرقام – ماكاي 1970، من يجده يحتفظ به – برادبوري بريس 1971، مستيقظًا ونائمًا – أديسون ويزلي 1971).

## روابط خارجية
- أليكس كيتس شولمان على موقع IMDb (الإنجليزية)